# Iglesiarrubia

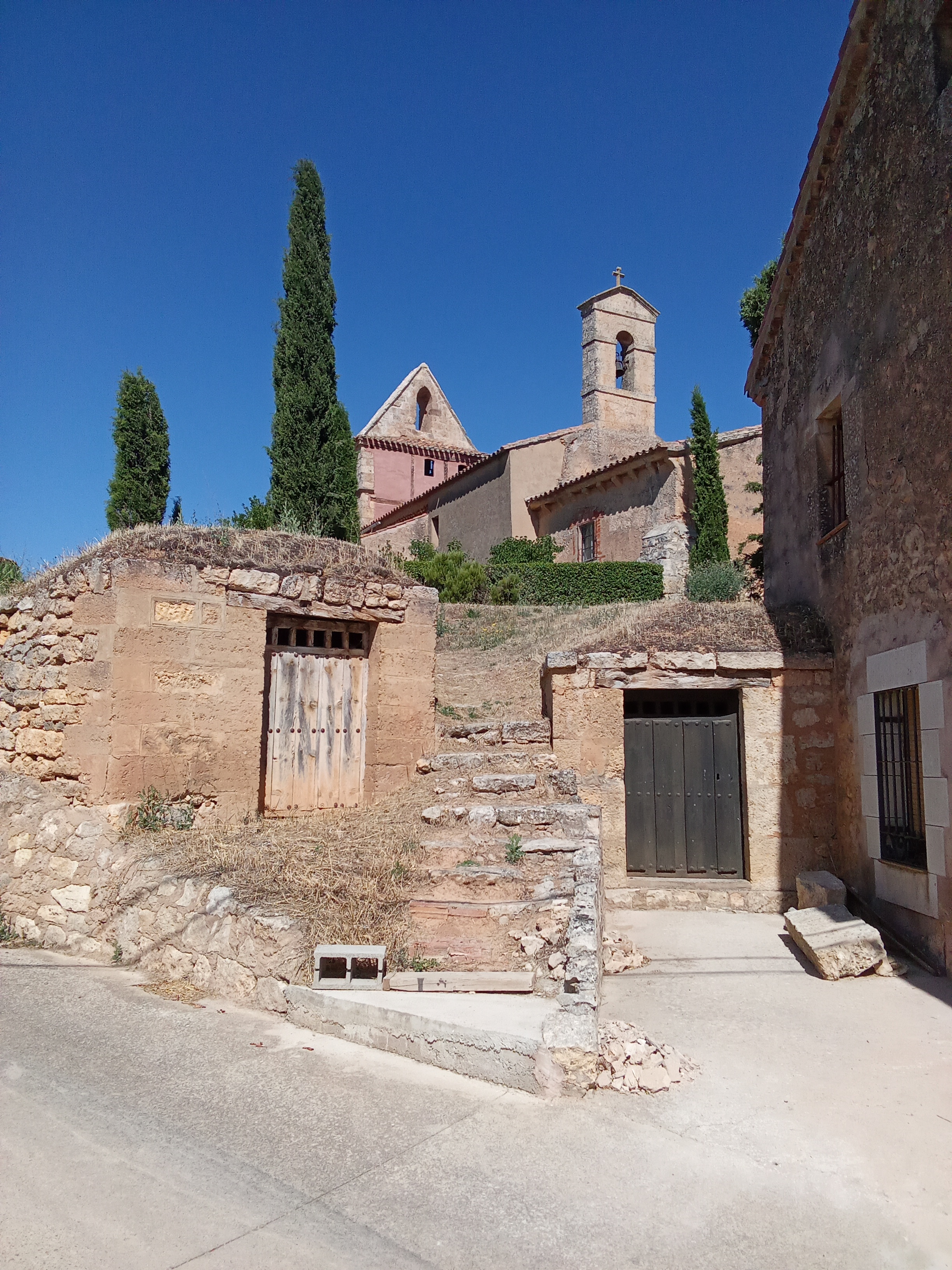
Iglesia de San Clemente y bodegas tradicionales

Iglesiarrubia es un municipio, código INE-179, y villa española en el partido judicial de Lerma, Comarca del Arlanza, provincia de Burgos, comunidad autónoma de Castilla y León.

## Geografía
Dista 48 km de Burgos, capital de la provincia.
Población eminentemente agrícola, el cereal es el producto más generalizado.
Tiene un área de 15,02 km² con una población de 44 habitantes (INE 2015) y una densidad de 3,73 hab/km².

## Demografía
Iglesiarrubia cuenta con una población de 45 habitantes (INE 2024).
| Gráfica de evolución demográfica de Iglesiarrubia entre 1842 y 2021 |
| |
| Población de derecho según los censos de población del INE. Población de hecho según los censos de población del INE.En este censo se denominaba Iglesarubia: 1842. Entre el censo de 1930 y el anterior, aparece este municipio porque se segrega del municipio Avellanosa de Muñó. Entre el censo de 1857 y el anterior, este municipio desaparece porque se integra en el municipio Avellanosa de Muñó. |

| 1991 |  | 1996 |  | 2001 |  | 2004 |  | 2015 |
| ---- |  | ---- |  | ---- |  | ---- |  | ---- |
| 78   |  | 68   |  | 53   |  | 58   |  | 44   |